# Gabriel Gorodetsky
Pour les articles homonymes, voir Gorodetski.
 (septembre 2022).
Si vous disposez d'ouvrages ou d'articles de référence ou si vous connaissez des sites web de qualité traitant du thème abordé ici, merci de compléter l'article en donnant les références utiles à sa vérifiabilité et en les liant à la section « Notes et références ».
Gabriel Gorodetsky, né le 13 mai 1945 à Tel Aviv (Palestine mandataire), est un historien israélien spécialisé en histoire soviétique. Il est professeur émérite de l'université de Tel Aviv.

## Biographie
Il étudie l'histoire (notamment de la Russie) à l'université hébraïque de Jérusalem et obtient son doctorat sous la supervision de l'historien britannique Edward Hallett Carr à l'université d'Oxford. Il est directeur du Centre Cummings pour les études russes à l'université de Tel Aviv de 1991 à 2007. Il est membre invité (fellow) du St Antony's College en 1979 et en 1993, du Woodrow Wilson International Center for Scholars à Washington en 1986, de All Souls College à Oxford en 2006, et chercheur invité à l'Institute for Advanced Study à l'université de Princeton. Il a également été professeur invité aux universités de Munich et de Cologne et à l'université d'Europe centrale à Budapest. En 2010, il reçoit un doctorat honorifique de l'université d'État des sciences humaines de Russie, à Moscou.

## Travaux de recherche
Dans son livre principal, Grand Delusion : Stalin and the German Invasion of Russia (Yale University Press, 1999), Gabriel Gorodetsky, employant de rares archives issues du ministère russe des Affaires étrangères, de l'état-major général soviétique, du NKVD, du GRU et des archives bulgares, yougoslaves, britanniques et allemandes, dévoile les événements menant à l'invasion allemande de l'URSS le 22 juin 1941 (opération Barbarossa).
Pour l'historien, Staline a vu Hitler comme un double, comme lui féru de realpolitik et désireux d'améliorer le sort de son pays, qui avait perdu son prestige en raison des catastrophes qui lui avaient été infligées pendant la Première Guerre mondiale et la Révolution russe. Avec le pacte germano-soviétique, Staline croyait pouvoir apporter un changement dans l'équilibre européen des pouvoirs. Lorsqu'il apprend, grâce à ses services secrets, les intentions agressives d'Hitler à la fin des années 1930, considérant les capacités de son armée, décapitée lors des Grandes purges, il n'avait d'autre choix que de recourir à l'apaisement en espérant pouvoir retarder la guerre ou parvenir à un deuxième accord avec Hitler. Selon Gabriel Gorodetsky, la suggestion de son chef d'état-major de lancer une contre-offensive a été rejetée par le dictateur soviétique.
L'analyse de Gabriel Gorodetsky a été saluée en Occident comme une avancées dans l'étude des politiques militaires et diplomatiques soviétiques à la veille de la Seconde Guerre mondiale.
En 2015, il édite chez Yale University Press le journal d'Ivan Maisky, l'ambassadeur soviétique à Londres de 1932 à 1943.

## Vie privée
Il est marié à Ruth Herz, une juriste de Cologne. Elle est chercheuse du Centre de criminologie de l'université d'Oxford et auteur de Recht Persönlich (Beck, 2006) et The Art of Justice : The Judge's Perspective (Hart Publishing, Oxford, 2013). Elle joue un rôle de juge dans la série télévisée de RTL Das Jugendgericht (en) (2001-2005),

## Ouvrages
- The Precarious Truce: Anglo-Soviet Relations, 1924-1927, Cambridge University Press, 1977, rééd. 2008, 284 p.
- Soviet Foreign Policy, 1917-1991: A Retrospective, Frank Cass, London, 1994, 227 p.
- Stafford Cripps' Mission to Moscow, 1940-1942, Cambridge University Press, 1984, 361 p., rééd. Cambridge University Press, 2002
- Mif Ledokola, Moscow, Progress, 1995, 350 p. (russe : The Icebreaker Myth).
- Grand Delusion : Stalin and the German Invasion of Russia, Yale, University Press, 1999, 550 p. (paperback edition, 2001)
- Le Grand jeu de dupes : Staline et l'invasion allemande, trad. de l'anglais par Isabelle Rozenbaumas, Paris,Belles Lettres, 2000 573 p.[2]
- Self-Deception: Stalin and the German Invasion of Russia, trad. en hébreu, Ma'arachot, Tel Aviv, 1999, 450 p.
- Rokovoi samoobman. Stalin i napadenie Germanii na Sovetskii soiuz, trad. en russe, Rospen, Moscou, 1999, rééd. 2009
- Die Täuschung: Stalin, Hitler und das “Unternehmen Barbarossa”, trad. en allemand, Siedler, Berlin, 2001, paperback edition, 2001
- Documents on Israeli-Soviet Relations, 1941-1953, 2 vols., Cass, London, 2000, 998 p.
- avec W. Weidenfeld, Regional Security in the Wake of the Collapse of the Soviet Union : Europe and the Middle East, Munich, Europa Union Verlag, 2002
- Russia between East and West : Russian Foreign Policy on the Threshold of the 21st Century, Cass, London, 2003
- Stafford Cripps in Moscow 1940-42, Diary and Papers, Valentine and Mitchel, 2007
- The Maisky Diaries - Red Ambassador to the Court of St James's, 1932-1943, Yale University Press, octobre 2015
- Ivan Maïsky. Journal (1932-1943) : les révélations inédites de l'ambassadeur russe à Londres, texte établi et commenté par Gabriel Gorodetsky, traduit de l'anglais par Christophe Jaquet, Paris, les Belles lettres, 2017

## Source
- (en) Cet article est partiellement ou en totalité issu de l’article de Wikipédia en anglais intitulé « Gabriel Gorodetsky » (voir la liste des auteurs).